# Pont-les-Moulins
Pont-les-Moulins is een gemeente in het Franse departement Doubs (regio Bourgogne-Franche-Comté) en telt 170 inwoners (1999). De plaats maakt deel uit van het arrondissement Besançon.

## Geografie
De oppervlakte van Pont-les-Moulins bedraagt 5,0 km², de bevolkingsdichtheid is 34,0 inwoners per km².
De onderstaande kaart toont de ligging van Pont-les-Moulins met de belangrijkste infrastructuur en aangrenzende gemeenten.

## Demografie
Onderstaande figuur toont het verloop van het inwonertal (bron: INSEE-tellingen).